# 蒙古入侵高丽
高丽蒙古战争發生於1231年至1273年，蒙古对高丽发动了9次战争。元世祖忽必烈即位后，1273年蒙古军队占领济州岛，高丽蒙古战争最终结束。高丽最终成为元朝的附庸国，一度受到元征东行省的控制；而济州岛也长期成为元朝政府的直接管辖地“耽罗军民总管府”负责防倭和高丽海外侨民事务。

## 背景
東遼皇帝耶律廝不被其下所殺，丞相耶律乞奴監國。金朝派兵來攻，耶律乞奴戰敗，東渡鴨綠江進入高麗，被耶律金山所殺。耶律金山在高麗國境內自稱大遼收國王，年號天德（一作天成）。高麗國王王皞派金就礪在延州將耶律金山擊敗。耶律金山轉至高麗西京平壤，渡大同江。1217年，被部下耶律統古與殺害。統古與又被耶律喊舍所殺。1218年，蒙古和東遼聯合攻打東遼的耶律喊舍，並得到高麗發兵支援，攻破被耶律喊舍佔據的江東城。蒙古与高丽签订“两国约为兄弟，万事子孙无忘今日”的友好条约。1219年春，喊舍兵敗自殺。
1225年，蒙古要求高丽向其朝贡。高丽予以回绝，蒙古使节著古抵达义州边境时，被高丽朝廷所害，但当时成吉思汗征西夏，并未顾及此事。

## 起初的战争
1231年蒙古大汗窝阔台命撒礼塔率师攻高丽。蒙古打到了朝鲜半岛中部，洪福源率群众投降，高丽王弟怀安公王降。撒礼塔后在开城任命达鲁花赤等72人镇守，蒙古军暂时撤出高丽。
1232年，高丽王杀死开城驻守的达鲁花赤等72人，从松都（今开城）迁往江华岛，以防卫蒙古的再次入侵。得知此事后，蒙古立即第二次攻高丽。这次蒙古一直打到朝鲜半岛的南端。不过蒙古却无法攻占江华岛，在现在的光州附近败北。蒙古首领撒礼塔在龙仁中流矢亡（一说被一名高丽僧人暗杀）。蒙古副帅铁哥回师蒙古。后高丽王遣使节请罪，但并不肯臣服于蒙古并派兵收復已投降于蒙古的西京等处，劫夺了降将洪福源的家。

## 第三和第四次战争
1233年四月，窝阔台发动第三次伐高丽。
1235年，蒙古入侵庆尚道和全罗道。高丽民间的抵抗非常强。高丽王室也在江华岛修筑工事。虽然高丽几度战胜入侵者，但还是无法抵挡蒙古大军（蒙軍燒燬粮食企图逼降）。1238年，高丽高宗向蒙古请和。在高丽同意将高丽王室作蒙古人质后，蒙古撤军。不过高丽只送了一个与王室无关的人给蒙古人。蒙古大怒，要求高丽王室搬出江华岛到蒙古作人质并清除海上所有高丽舰船，交出反蒙古的官员。不过高丽只送去一个王子和10名贵族的孩子，拒绝了其它的要求。

## 第五和第六次战争
1247年，蒙古第五次入侵高丽，要求高丽王室搬出江华岛作蒙古人质。1248年，蒙古大汗贵由汗死，蒙古撤军。
1251年，蒙古大汗蒙哥继位，蒙古再次要求高丽王室做人质。高丽回绝后，蒙古于1253年大规模入侵高丽。高宗最后同意搬出江华岛并将世子安庆公交给蒙古。蒙古军随后撤退。

## 第七和第八次战争
后来蒙古得知高丽高官仍然停留在江华岛，并惩罚那些与蒙古讲和的人。于是在1253至1258年间，蒙古对高丽发动四次毁灭性的攻击。高丽内部对蒙古的入侵存在两派。文派反对与蒙古交战，而以崔氏家族为首的武派则坚持继续抗蒙。当崔氏首领被文派杀害后，蒙古与高丽达成和平协议。高丽成为蒙古的藩属国。保留高丽原有政府体系和传统文化，“从其国俗”、“自奏选属官”。高丽高宗四十五年（1258年），高丽人赵晖、卓青杀都兵马使慎执平、录事全亮，投降蒙古，献和州。蒙古置双城总管府，以赵晖为总管、卓青为千户，子孙世袭。

## 第九次战争
1260年春，高麗高宗逝世，忽必烈派兵护送世子安庆公回国即位（后来的高丽元宗）。元宗即位后一直采取亲元立场，高丽朝也分化成亲元和反元两派。忽必烈至元六年（1269年）八月，高丽反元派大臣林衍废元宗。后在忽必烈的干涉下，高丽元宗复位，并亲自再度赴元大都朝见忽必烈。1269年十月，高丽西京（今平壤）都统领崔坦、李延龄等以高丽北部50城降元。两年后，忽必烈将高丽西京划归元帝国辽阳行中书省东宁府。这样高丽西京（今朝鲜平壤），双城总管府（今朝鲜咸镜南道金野郡）和济州岛等地从（1269年）后成为元帝国的直接管辖地辽阳行省的一部分，不在高丽国的征东行省境内。1275年，高麗忠烈王从元大都返回开城即位，将尚书省和中书省改为佥议府，枢密院改为密直司，御史台改为检察司，吏部和礼部改为典理司，刑部改为典法司，侍中改为中赞，平章事改为赞成事，高丽的庙号制度也从元宗后废止。陛下改為殿下，太子改為世子。奏改呈，赦為宥。

## 后续
崔忠献以来，高丽实际上是被崔氏政权所控制。高丽三别抄义军抵抗蒙古军队至1273年。对于与蒙古的和约，高丽皇室内部直到1270年一直存在分歧。
从高丽元宗开始，高丽成为元朝附庸国（相对（南）宋国则遭灭亡）。大约达80年。自从高丽元宗的世子忠烈王娶忽必烈的女儿齐国大长公主忽都鲁揭里迷失为妻后，在他以后的高丽君主直到高丽恭愍王都是娶蒙古公主为妻。高丽君主继承人按照约定，必须在元大都以蒙古人的方式长大成人后，方可回高丽。高丽王室与蒙古人的长期通婚，使高丽在朝鲜半岛统治的合法性遭到质疑，最终导致新一代朝鲜王朝君主的产生。（在蒙古與高麗人戰爭后，忠烈王曾鼓励高丽人采纳蒙古人的生活方式著蒙古裝，留髮辮，吃蒙古食物。）
1280年，元帝国为攻打日本在高丽建立征东行省。在王京（今朝鲜开城）设达鲁花赤管理征东事务及监管高丽国政；高麗忠烈王王椹后成为第一个在元朝机构里兼任达鲁花赤的高丽国王。元朝后来渐渐的扩大了高丽国的自治权，1284年，忽必烈将耽罗（济州岛）归还高丽。1301年，元成宗撤销高丽征东行省的行省建置。1356年，高丽以评理印（王当），同知密直司事姜仲卿为西北面兵马使，司尹辛王旬、俞洪，前大护军崔莹、前副正崔夫介为副使，率军攻鸭绿江以西八站。六月癸丑，引兵渡鸭绿江攻婆娑府等三站破之。并一度停用至正年号，又命枢密院副使柳仁雨为东北面兵马使，率军进攻双城总管府（今黑龙江省双城市东京道的南端双城堡）。双城总管赵小生、千户卓都卿逃走。高丽攻占“和、登、定、长、预、高、文、宜及宣德、宁仁、辉德、静边等镇。”至此，1258年后归属元朝的部分土地被高丽收回。高丽又继续北进，攻占曷懒甸之战时设立的咸州，即元之合兰府（今咸镜南道咸兴）至三散（今咸镜南道北青）的土地，势力达至伊板岭（即朝鲜摩天岭）。1362年元朝纳哈出率军攻打三散、忽面等地，逼近咸兴，被高丽东北面将领李成桂击败。高丽向元朝呈文声称：不仅双城，三散等地也是高丽“旧疆”，但是咸州以北地区自渤海国时期起，先后属于渤海、辽、金、元管辖，从来不属于新罗、高丽。
1363年，崔莹成功战胜残留在济州岛、平壤等地的蒙古军队，收复这些地区的主权。1370年高丽又发动也顿村之战。

## 相關鏈接
- 高丽契丹战争
- 崔氏政权
- 三別抄之亂
- 元日战争
- 蒙越戰爭